# Kumbia Queers
Kumbia Queers és un grup musical argentí format el 2007 a Buenos Aires. El seu estil és una fusió de punk rock amb cúmbia i música caribenya.

## Trajectòria
El projecte es va gestar el 2007 a partir de la unió de les bandes argentines She-Devils, Happy Makers i la vocalista mexicana Ali Gua Gua de Las Ultrasónicas. Es van ajuntar amb la idea de fer versions d'artistes com The Cure, Madonna, Ramones i Black Sabbath en forma de cúmbia i amb lletres amb temàtica queer, humor, i crítiques amb la societat conservadora i a la violència cap a les dones. Aquell mateix any van editar de forma independent el seu primer treball discogràfic titulat Kumbia nena!.
Amb el seu tercer àlbum el 2012, el grup es va orientar cap a cançons i lletres pròpies. Aquell any, van fer un gira per Europa realitzant un total de 25 concerts en 27 dies.
El 2014, Kumbia Queers van ser convidades al festival SXSW, realitzant una gira pels Estats Units d'Amèrica. L'estiu de 2015, Kumbia Queers van tornar a Europa sense Ali Gua Gua, editant el disc Canta i no llores.

## Discografia
- 2007: Kumbia nena!
- 2010: La gran estafa del tropipunk
- 2012: Pecados Tropicales
- 2015: Canta y no llores
- 2019: La oscuridad bailable